# Estaquiose
Estaquiose é um tetrassacarídeo consistido de duas unidades de α- D - galactose, uma unidade de α- D - glicose e uma unidade de β- D - frutose sequencialmente ligados como gal (α1 → 6) gal (α1 → 6) glc (α1 ↔ 2β ). A estaquiose é encontrada naturalmente em muitos vegetais (por exemplo, feijão verde e soja e outros feijões) e plantas. Ela é menos doce que a sacarose, cerca de 28% numa base de peso. É usado principalmente como um edulcorante em massa ou por suas propriedades funcionais de oligossacáridos. Não é completamente digerível por seres humanos e proporciona 1,5-2,4 kcal/g (6 a 10 kJ/g).